# Prunus foveata
Prunus foveata är en rosväxtart som beskrevs av N.N. Luneva. Prunus foveata ingår i släktet prunusar, och familjen rosväxter. Inga underarter finns listade i Catalogue of Life.